# Izbășești, Argeș
Izbășești este un sat în comuna Stolnici din județul Argeș, Muntenia, România.